# Crux Ansata
«Crux Ansata» — невеличка книга на військову тематику англійського письменника Герберта Веллса. Написана у 1944, після того як він пішов у відставку з посади міністра (міністр пропаганди союзників), і жив у Лондоні за обставин бомбардування Англійського каналу. У ній він широко критикує Папу Пія XII і римський католицизм, доходячи до запитання: «Чому ми не бомбардуємо Рим?».
Книга також формує основні історії Церкви і виконує позитивну роль пропаганди.
| книги | Це незавершена стаття про книгу. Ви можете допомогти проєкту, виправивши або дописавши її. |